# Alderich von Jäger
Alderich von Jäger OPraem (auch Anton Alderik von Jäger, Anton Maria Alderich von Jäger, Alberik Jäger oder Alderik Jäger; * 31. Januar 1746 in Innichen als Anton Maria; † 27. August 1819 in Bozen) war ein Tiroler Geistlicher, Theologe und Hochschullehrer.

## Leben
Jäger leistete am 21. Mai 1766 die Profess im Prämonstratenserstift Wilten. Dort erhielt er seinen Ordensnamen Alderich oder Alderik und studierte Theologie. Am 22. Dezember 1770 wurde er zum Priester geweiht, im selben Jahr wurde er an der Universität Innsbruck zum Doktor der Philosophie promoviert. Von 1771 bis 1800 lehrte er als Professor der Dogmatik an der Innsbrucker Hochschule. 1776 folgte die Promotion zum Doktor der Theologie. 
Jäger legte mit der Aufhebung des Klosters Wilten 1800 das Lehramt nieder und wurde Stadtpfarrer und Dekan von Lienz in Osttirol. Aufgrund seiner patriotischen Predigten musste er unter der Besatzung der Franzosen zuerst nach Bozen zu Stiftspropst Johann Nepomuk von Buol-Berenberg und dann nach Virgen zu Pfarrer Johann Damascen Sigmund und dessen Kaplan Martin Unterkircher fliehen. Mit diesen wurde er 1810 von den Franzosen festgenommen. Währen Sigmund und Unterkircher am 2. Februar 1810 erschossen wurden, erhielt Jäger eine fünfjährige Haftstrafe. Aufgrund der geänderten politischen Verhältnisse kam Jäger noch 1810 als Dekan nach Lienz zurück und wurde Geistlicher Rat.
Jäger wurde 1811 zum Generalvikar des Bischofs von Brixen Karl Franz von Lodron für den bayerischen Teil der Diözese. Schließlich erfolgte am 21. November 1814 seine Ernennung zum Stadtpfarrer und infulierten Propst des Kollegiatsstifts Bozen. Als solcher starb er 1819.

## Werke (Auswahl)
- Dissertatio de dolore necessario sacramenti poenitentiae et baptismi, Innsbruck 1770.
- Dissertatio de Tertulliano duce Anthropomorphitarum, Innsbruck 1774.
- Dissertatio de jure territorii praesulum ecclesiasticorum, Innsbruck 1776.
- Dissertatio de veterum temporum idololatria, Innsbruck 1781.